# 風の探索者
風の探索者（かぜのたんさくしゃ）はGruppo Oneが発売したコンピュータゲーム。ロールプレイングゲームのシリーズ作品である。『風探』（かぜたん）と略して呼ばれる。
代表取締役の富樫克美をはじめ、綱島貴博、小川勝弘、下枝孝夫、山田淳、梶谷幸人、藤井大介、岩崎美奈子など、日本ファルコムを退社した社員が、シリーズを通して制作に携わっている。

## シリーズ作品
- 風の探索者　～Grand Slam～ （第1作）
- 風の探索者　大陸編 ～Eternal Flame～ （第2作）
- 風の探索者2 ～Shadow Kingdom～ （第3作）

## ゲームシステム
この作品のシステムはローグライクゲームに似ているが、アイテム使用を含めた全ての行動に時間が設定されているという大きな特徴がある。

また、自分たちが1歩歩く間に敵が複数歩歩く場合もあり、また行動中に敵が近づいてきて戦闘になることもある。
戦闘もターン制ではなくコマンドを指定して実行されるまで待つという先行入力式の時間制システムを採用している。
戦闘から逃げる際はボス戦も含め、回り4方向のうち敵と壁や宝箱などのオブジェクトのない方向にのみ逃げることができる。
逃げることができる方向には敵が乱入してくる恐れがあるため、わざと退路を断ち乱入を防ぐことも重要である。
またダンジョン探索中はレベルアップすることはなく、町に帰ってお金か経験値を使ってスキルレベルを上げることでキャラクターを成長させる。
死亡すると蘇生時にこのスキルが低下するため、何回も死亡させているとダンジョンの攻略が不可能になる場合もある。
細かい点においては、第一作(Gland Slam)とそれ以降の作品および第一作のアップデート版で大きく異なるシステムが採用されている。
具体的には、
- 満腹度が90以上の時、一定時間ごとに体力が0.2ずつ回復していく

Shadow Kingdomではこのとき満腹度の消費が2倍になる。
この結果体力が全回復しても何か行動が完了するまで満腹度消費は2倍のままである。
- アイテムをまとめることの可能化

Gland Slamではアイテムをまとめることができず、荷物の数に制限があったがそれ以降はアイテムをまとめることでより多くのアイテムを持てるようになった。
- インターフェイスの変更

Gland Slamでは画面下のカードをクリックし、コマンドを選ぶ他RPGと似たシステムであったが、
Eternal Flame以降は選択したキャラクターの行動のリストを画面下にリストする形式に変更した。
また、行動の対象が扉などのオブジェクトである場合、自動的に作戦を選べるようになった。(なお、オブジェクトを右クリックすることで行動は切り替え可能である)
- 戦闘中荷物欄へのアイテム移動の可能化

アイテムをクリックし、テーブルの何もない部分をクリックすることで戦闘中でもそのアイテムは荷物欄に送られるようになった。
ただし、戦闘中はアイテムをまとめることができないのでほとんどの場合戦闘終了後にアイテムをまとめる作業を別途行う必要がある。
- 隊列の新設

クラウソラスやカマイタチを除けば、全ての攻撃はモンスターに対峙している列のキャラクター以外は受けないようになるため、
Gland Slamのように全キャラクターが攻撃を受ける可能性がある状態から解放された。
また、このとき防具の効力を導く式も改定されたため、全員に(物理攻撃を避けるために)剣術または射術を割り振る必要がなくなった。
しかし背後から攻撃を受けることに弱くなるため、Gland Slamのように囲まれたほうが都合のいい状態になることはほぼなくなった。